# Brian Josephson
Brian David Josephson (Cardiff, 4 gennaio 1940) è un fisico gallese; a 22 anni la scoperta dell'effetto Josephson gli valse il Premio Nobel per la fisica solamente 11 anni dopo condividendolo con Leo Esaki e Ivar Giaever.
Dall'autunno del 2007 è professore emerito presso l'Università di Cambridge, dove dirige il Progetto Unificazione Mente-Materia (Mind–Matter Unification Project) nell'ambito del gruppo di ricerca sulla teoria della fisica della materia condensata. È anche membro del Trinity College (Cambridge).

## Carriera accademica
Brian Josephson divenne un "fellow" del Trinity College (Cambridge) nel 1962 prima di trasferirsi negli Stati Uniti per assumere l'incarico di "Research Assistant Professor" nell'Università dell'Illinois a Chicago. Successivamente ritornò in Inghilterra nel 1967 presso l'Università di Cambridge in qualità di "Assistant Director of Research" del Laboratorio Cavendish e ivi divenne professore universitario ordinario di fisica nel 1974, ruolo che conservò fino alla sua pensione nel 2007.
Dal 1983 Brian Josephson è stato nominato "Visiting Professor" in varie istituzioni che includono la Wayne State University sin dal 1983, l'Indian Institute of Science (Bangalore) sin dal 1984  e l'University of Missouri-Rolla sin dal 1987.
Josephson è stato membro del "Theory of Condensed Matter (TCM) Group", un gruppo di fisici teorici del Cavendish Laboratory, per buona parte della sua carriera di ricerca. Le sue scoperte nel campo dell'effetto quanto-meccanico detto effetto tunnel gli valsero nel 1973, mentre lavorava al gruppo TCM, il Premio Nobel per la fisica, anche se era ancora un "reader" di Fisica. Josephson ha condiviso il premio con il fisico giapponese Leo Esaki e con l'americano Ivar Giaever, che ricevettero 1/4 del premio, con 1/2 assegnato a Josephson. Cosa abbastanza inusuale, nessuno dei tre, né Josephson, né Esaki e neanche Giaever erano professori ordinari quando vennero premiati. È raro che accademici che non ricoprono il ruolo di professori possano vincere il prestigioso premio. Inoltre, anche questo poco usuale, ognuno dei tre eseguì le ricerche rilevanti per il premio Nobel prima di ricevere il PhD.

## Paranormale
Brian Josephson è uno tra gli scienziati più famosi a sostenere la possibilità che i fenomeni parapsicologici siano reali. Lo studio del misticismo orientale, e dei possibili risvolti che esso potrebbe presentare in relazione alle questioni inerenti alla comprensione scientifica, è uno degli ambiti di ricerca nel quale egli si è cimentato, in particolare dagli inizi degli anni 2000.
Josephson afferma che uno dei suoi principii guida è: "Non prendere la parola di nessuno per se stessa" (nullius in verba), affermando che "se tutti gli scienziati bocciano un'idea, ciò non dev'essere necessariamente considerato come una prova che la suddetta idea sia assurda; al contrario, occorre esaminare con cura le presunte motivazioni di tali opinioni e giudicare quanto bene queste reggano ad un attento esame."